# Bover de Flandes

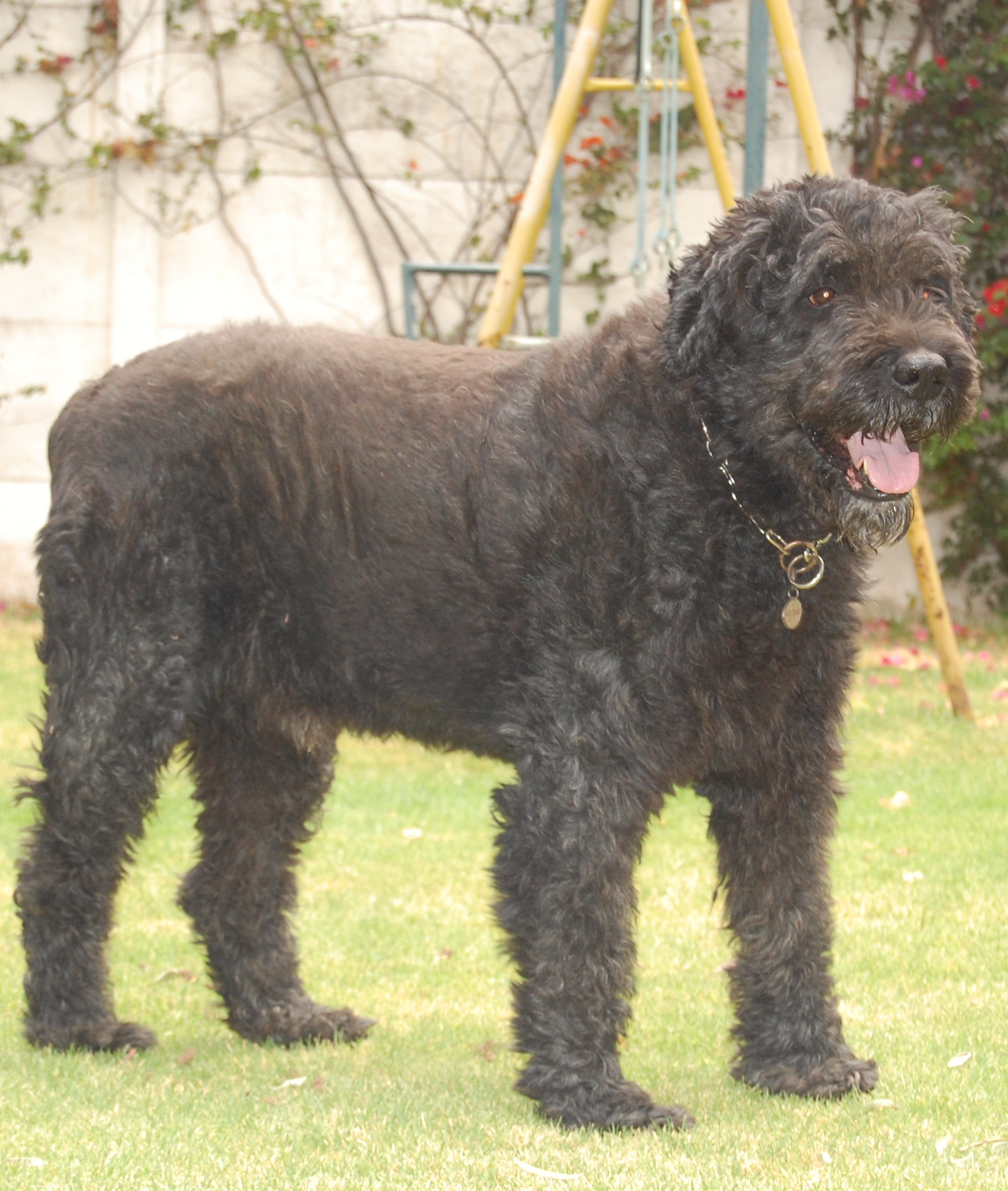

El Bover de Flandes és una raça de gos bover autòctona de Flandes. Conegut com a Bouvier des Flandres i Toucheur de Boeuf en francès, Vlaamse Koehond en neerlandès i Vuilbaard en alemany. Tradicionalment usat com a gos pastor de bestiar boví i com a gos guardià.
En els anys de formació de la raça, es deia "vuilbaard" ("barba bruta"), "koehond" ("gos de vaca") i "toucher de boeuf o pic" ("conductor de bestiar"): descripcions adequades d'aquest majestuós pastor. Bèlgica va tenir una vegada diverses races "bouvier"; el Bover des Flandes és l'últim en existir en un gran nombre. A l'època medieval, quan es va concebre el Bover, Flandes era un principat que englobava parts de la França actual, Bèlgica i els Països Baixos. Fins al dia d'avui, tant França com Bèlgica reclamen el Bover com a raça autòctona. Però els pagesos estalviadors de França i els Països Baixos preferien tenir un gos versàtil en lloc d'un equip d'especialistes, de manera que el bover es guanyava la fortalesa com a pastors, gossos de vigilància, guardians i tiradors de carros.A principis del segle xx, El bover cridava l'atenció dels aficionats internacionals als gossos allunyats de les granges i pastures de Flandes. Es va formar un club de raça belga i els experts francesos i belgues van elaborar una norma escrita. Amb l'esclat de la Primera Guerra Mundial, però, la bucòlica pàtria del Bover es va convertir en un camp de batalla de malson. Els agricultors de la regió van ser desplaçats i els seus gossos es van perdre o destruir. L'exèrcit belga era l'encarregat de mantenir viva la raça i es distingia com a gossos de guerra valents i amb recursos. En temps de pau,es van usar com a gossos per la policia europea K-9 i gossos guies per a invidents. Després de la segona guerra mundial, el bover va tornar a estar gairebé desaparegut, però els expatriats europeus van mantenir la raça viva a Amèrica.

## Descripció de la Raça
El Bover de Flandes és un gos robust, d'aparença poderosa i de gran mida però sense mostrar pesadesa.
És un gos de mida gran i amb el cos cobert d'una abundant capa de pèl llarg. Hi ha diverses coloracions, variant des del marró clar (comú) fins al negre, passant per diversos tons de gris, "sal i pebre" i xocolata. La validesa en concurs dels diferents colors de pelatge és determinada per les associacions canòfiles. La seva característica més notable és el seu impressionant cap, accentuat per una espessa barba i bigoti. Les orelles i la cua a vegades són retallades, encara que aquesta pràctica va caient en desús.
L'espès pelatge té una capa subjacent i pot ser des d'un color lleonat fins al negre, requerint un raspallat constant i, en cas de gossos de concurs, una retallada cada 6 o 8 setmanes.
Mesures: Els mascles entre 62-68 cm, amb un pes de 35 fins 40 kg; les femelles entre 59 a 65 cm. amb un pes de 35 a 40 Kg.

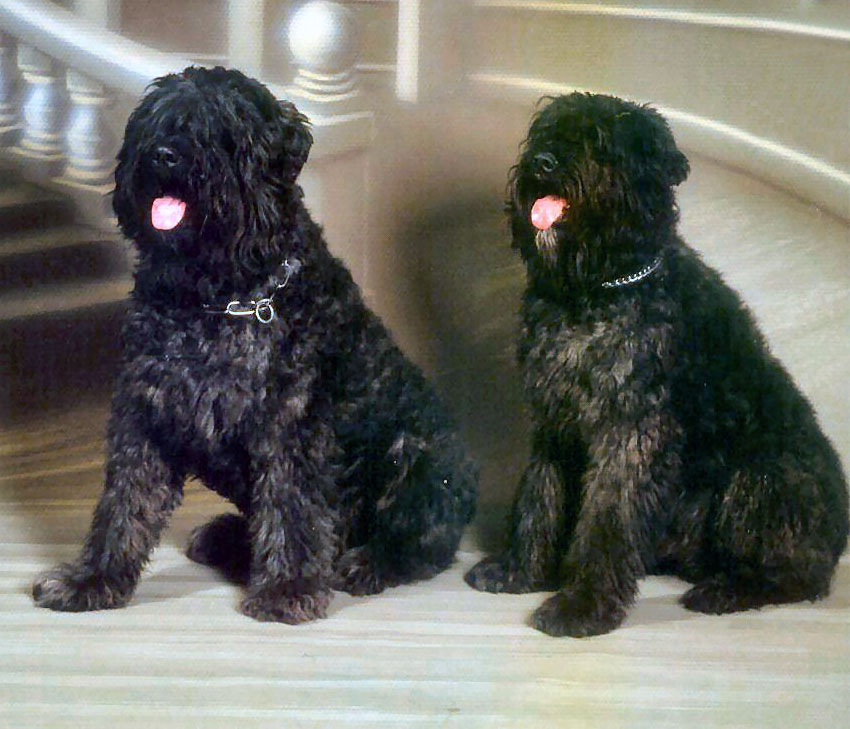

Esperança de vida: 10-12 anys.

## Temperament/ Caràcter

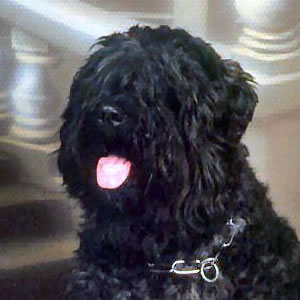

El Bover flamenc té un temperament estable; mai tímid però tampoc agressiu. És un gos digne, calmat, racional i prudentment atrevit. Com a gos pastor i de vigilància, pot ser desconfiat i protector amb la seva família o ramat. El seu fort instint de pasturatge es manifesta amb la seva pròpia família, especialment si s'inclouen nens. És un gos intel·ligent, que aprèn ràpidament, encara que també s'avorreix fàcilment de manera que requereix estímul constant i l'entrenament d'obediència és essencial.

## Salut
Es tracta d'una raça relativament saludable i poc predisposada a patiments específics. Com totes les races grans és susceptible de displàsia de maluc canina i de torsió gàstrica, i de vegades pot presentar problemes de cataractes.